# Нидерланды на «Евровидении-1956»
Нидерланды дебютировали в «Евровидении 1956», проходившем в Лугано, Швейцария, 24 мая 1956 года. На конкурсе страну представили Йетти Парл с песней «De vogels van Holland», которая открыла конкурс, а также Корри Броккен с песней «Voorgoed voorbij», выступившая восьмой. Ни одна из песен не заняла первое место.
Комментатором конкурса от Нидерланд выступил Пит те Нёйл (NTS). Корри и Йетти выступили в сопровождении оркестра под руководством Фернандо Паджи.

## Национальный отбор[5]
24 апреля 1956 года состоялся финал песенного конкурса Nationaal Songfestival на телестудии AVRO. Голосование проводилось среди телезрителей, которые отправляли почтовые открытки. Результаты голосования представлены в таблице.
| № | Артист        | Песня                   | Место | Баллы |
| - | ------------- | ----------------------- | ----- | ----- |
| 1 | Корри Броккен | «Ik zei: ja»            | 5     | 478   |
| 2 | Йетти Парл    | «De vogels van Holland» | 2     | 1530  |
| 3 | Берт Виссер   | «Gina mia»              | 7     | 116   |
| 4 | Йетти Парл    | «De telefoon»           | 6     | 438   |
| 5 | Корри Броккен | «Voorgoed voorbij»      | 1     | 1854  |
| 6 | Берт Виссер   | «Meisje»                | 8     | 34    |
| 7 | Корри Броккен | «'t Is lente»           | 3     | 1210  |
| 8 | Йетти Парл    | «Mei in Parijs»         | 4     | 1034  |